# Cheilocostus
Cheilocostus es un género con cuatro especies de plantas fanerógamas perteneciente a la familia Costaceae. Son nativas del sudeste de Asia, Malasia y Nueva Guinea. 

## Descripción
Son grandes hierbas anuales que alcanzan más de 1,5 metros de altura. Generalmente son lampiñas, sólo con  pelo en la parte inferior las hojas. Las flores se encuentran en la parte superior enfrentadas.  El fruto es una cápsula triangular.

## Especies seleccionadas
- Cheilocostus globosus (Blume) C.D.Specht
- Cheilocostus lacerus (Gagnep.) C.D.Specht
- Cheilocostus sopuensis (Maas & H.Maas) C.D.Specht
- Cheilocostus speciosus (J.Koenig) C.D.Specht